# Акоста, Джонни
Джо́нни Ако́ста Само́ра (исп. Johnny Acosta Zamora; род. 21 июля 1983, Кесада, Коста-Рика) — коста-риканский футболист, защитник. Выступал за сборную Коста-Рики.

## Карьера

### Клубная
Во взрослом футболе дебютировал в 2006 году выступлениями за клуб «Сантос де Гуапилес», в котором провёл четыре сезона, приняв участие в 53 матчах чемпионата.
Своей игрой за эту команду привлек внимание представителей тренерского штаба клуба «Алахуэленсе», к составу которого присоединился летом 2010 года.
Часть сезона в 2013 году провёл в Мексике, где на условиях аренды защищал цвета клуба «Дорадос де Синалоа», после чего вернулся в «Алахуэленсе».
В конце августа 2016 года контракт игрока с клубом был прекращён, как сообщил «Алахуэленсе», по обоюдному согласию сторон, хотя сам Акоста утверждал, что клуб разорвал договор в одностороннем порядке.
Несколько дней спустя Акоста подписал контракт с клубом «Эредиано».

### В сборной
В 2011 году дебютировал в официальных матчах в составе национальной сборной Коста-Рики. В составе главной команды страны сыграл 26 матчей, забив 1 гол.
В составе сборной был участником розыгрыша Кубка Америки 2011 года в Аргентине и розыгрыша Золотого кубка КОНКАКАФ 2011 в США.
31 мая 2014 года был включен в заявку сборной для участия на чемпионате мира в Бразилии.
На Кубке Америки 2016 года провёл все три мачта группового этапа в основном составе и без замен.
Голы за сборную
| N. | Дата            | Место                                      | Соперник | Гол | Счёт | Соревнование    |
| -- | --------------- | ------------------------------------------ | -------- | --- | ---- | --------------- |
| 1. | 6 сентября 2013 | Национальный стадион, Сан-Хосе, Коста-Рика | США      | 1–0 | 3–1  | ЧМ-2014 (Отбор) |
| 2. | 26 марта 2016   | Индепенденс Парк, Кингстон, Ямайка         | Ямайка   | 1–1 | 1–1  | ЧМ-2018 (Отбор) |